# Stazione meteorologica di Siena Università
La stazione meteorologica di Siena Università, attiva fin dal 1839, è la stazione meteorologica di riferimento relativa all'area urbana della città di Siena.

## Coordinate geografiche
La stazione meteorologica è situata nell'Italia Centrale, in Toscana, nel comune di Siena a 348 metri s.l.m. e alle coordinate geografiche 43°19′N 11°20′E.

## Dati climatologici 1961-1990
In base alla media trentennale 1961-1990, la temperatura media del mese più freddo, gennaio, è di +5 °C; quella del mese più caldo, luglio, si attesta +22,2 °C.
Le precipitazioni medie annue, attorno ai 750 mm e distribuite mediamente in 87 giorni di pioggia, presentano un minimo relativo in estate ed un picco in autunno.
L'umidità relativa media annua fa registrare il valore di 62,8 % con minimo di 50 % a luglio e massimo di 76 % a dicembre.
| Siena Università (1961-1990)                         | Mesi | Mesi | Mesi  | Mesi  | Mesi  | Mesi  | Mesi  | Mesi  | Mesi  | Mesi  | Mesi | Mesi | Stagioni | Stagioni | Stagioni | Stagioni | Anno   |
| Siena Università (1961-1990)                         | Gen  | Feb  | Mar   | Apr   | Mag   | Giu   | Lug   | Ago   | Set   | Ott   | Nov  | Dic  | Inv      | Pri      | Est      | Aut      | Anno   |
| ---------------------------------------------------- | ---- | ---- | ----- | ----- | ----- | ----- | ----- | ----- | ----- | ----- | ---- | ---- | -------- | -------- | -------- | -------- | ------ |
| T. max. media (°C)                                   | 8,0  | 9,1  | 11,9  | 16,0  | 20,4  | 24,6  | 27,9  | 27,4  | 23,4  | 18,0  | 12,5 | 9,0  | 8,7      | 16,1     | 26,6     | 18,0     | 17,4   |
| T. media (°C)                                        | 5,0  | 5,7  | 8,1   | 11,7  | 15,5  | 19,4  | 22,2  | 22,0  | 18,7  | 14,0  | 9,5  | 6,3  | 5,7      | 11,8     | 21,2     | 14,1     | 13,2   |
| T. min. media (°C)                                   | 2,0  | 2,3  | 4,2   | 7,3   | 10,5  | 14,1  | 16,6  | 16,6  | 14,1  | 10,0  | 6,6  | 3,5  | 2,6      | 7,3      | 15,8     | 10,2     | 9,0    |
| Nuvolosità (okta al giorno)                          | 6    | 7    | 6     | 5     | 5     | 4     | 2     | 3     | 4     | 5     | 6    | 6    | 6,3      | 5,3      | 3        | 5        | 4,9    |
| Precipitazioni (mm)                                  | 65   | 64   | 61    | 67    | 55    | 58    | 31    | 51    | 56    | 93    | 78   | 71   | 200      | 183      | 140      | 227      | 750    |
| Giorni di pioggia                                    | 8    | 11   | 8     | 10    | 6     | 7     | 4     | 4     | 5     | 8     | 8    | 8    | 27       | 24       | 15       | 21       | 87     |
| Umidità relativa media (%)                           | 70   | 70   | 63    | 59    | 57    | 55    | 50    | 52    | 59    | 68    | 74   | 76   | 72       | 59,7     | 52,3     | 67       | 62,8   |
| Radiazione solare globale media (centesimi di MJ/m²) | 640  | 910  | 1 370 | 1 720 | 2 140 | 2 320 | 2 330 | 1 990 | 1 520 | 1 060 | 690  | 530  | 2 080    | 5 230    | 6 640    | 3 270    | 17 220 |

## Temperature estreme mensili dal 1926 al 1984
Di seguito sono riportati i valori estremi mensili delle temperature massime e minime registrate nel periodo compreso fra il 1926 e il 1984. La temperatura massima assoluta è stata registrata il 26 luglio 1983 con +38,6 °C, mentre la minima assoluta di -10,0 °C è stata registrata in due occasioni, la prima il 3 febbraio 1929 e la seconda il 3 gennaio 1979.
Nel periodo precedente agli anni presi qui in esame per quanto riguarda le temperature massime sono stati registrati valori superiori ai record mensili ivi indicati nei mesi di marzo 1882 con +22,7 °C, maggio 1882 con +33,0 °C e a giugno con +36,6 °C, mentre per quanto riguarda le temperature minime sono stati registrati valori inferiori ai record mensili ivi indicati nei mesi di giugno con +6,5 °C, agosto con +9,2 °C, settembre con +5,8 °C, ottobre con -1,3 °C e nel dicembre 1855 con -9,9 °C.
| Siena Università (1926-1984) | Mesi         | Mesi         | Mesi        | Mesi        | Mesi        | Mesi        | Mesi        | Mesi        | Mesi        | Mesi        | Mesi        | Mesi        | Stagioni | Stagioni | Stagioni | Stagioni | Anno  |
| Siena Università (1926-1984) | Gen          | Feb          | Mar         | Apr         | Mag         | Giu         | Lug         | Ago         | Set         | Ott         | Nov         | Dic         | Inv      | Pri      | Est      | Aut      | Anno  |
| ---------------------------- | ------------ | ------------ | ----------- | ----------- | ----------- | ----------- | ----------- | ----------- | ----------- | ----------- | ----------- | ----------- | -------- | -------- | -------- | -------- | ----- |
| T. max. assoluta (°C)        | 16,2 (1958)  | 19,2 (1976)  | 22,2 (1976) | 26,0 (1928) | 30,6 (1979) | 35,8 (1935) | 38,6 (1983) | 37,4 (1943) | 34,0 (1975) | 28,0 (1965) | 22,5 (1968) | 19,3 (1979) | 19,3     | 30,6     | 38,6     | 34,0     | 38,6  |
| T. min. assoluta (°C)        | −10,0 (1979) | −10,0 (1929) | −7,6 (1949) | −1,5 (1970) | 2,6 (1957)  | 7,2 (1953)  | 8,5 (1970)  | 9,8 (1969)  | 6,4 (1936)  | −0,6 (1941) | −5,0 (1973) | −8,0 (1939) | −10,0    | −7,6     | 7,2      | −5,0     | −10,0 |